# La Savoie

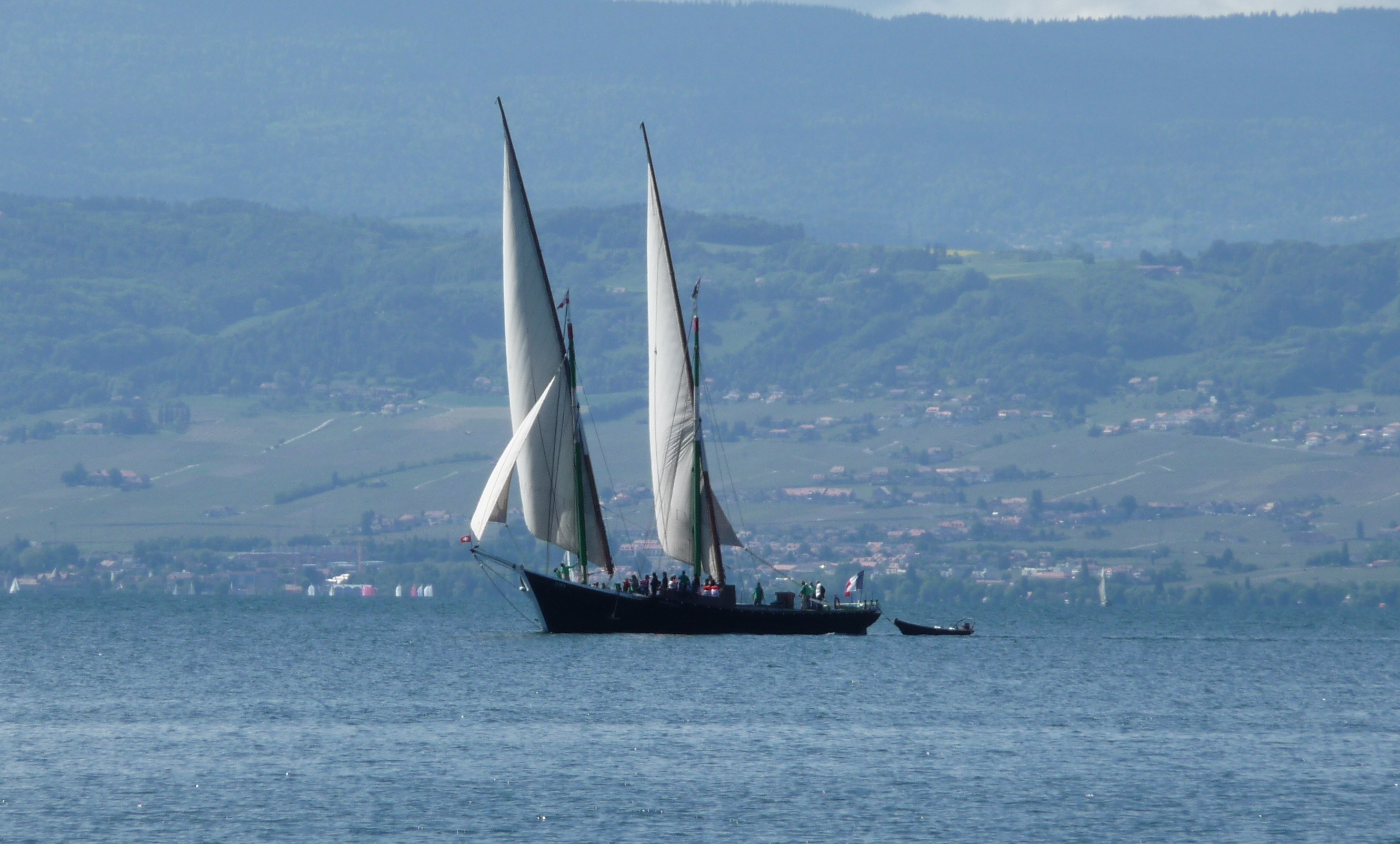
La Savoie

La Savoie é uma das barca do Lemano construída em 1932 em Meillerie, local onde se encontrava a pedreira que forneceu o material para a construção dos cais de Genebra.
Estas barcas estavam bem adaptadas para o transporte de pedra e a La Savoie é a segunda mais velha barca do Lemano logo atrás da La Neptune construída em 1902. Com a La Cochère Valaisana,  e La Barque em  Villeneuve só faltava uma barca da Alta-Sabóia, fruto de uma equipa de apaixonados que criaram a associação Mémoire du Léman em Évian-les-Bains e depois a realização da barca segundo os planos de construção da La Savoie 513 no porto de Meillerie com as ferramentas e materiais utilizados na época, para o que foram precisos 3 anos .

## Características
- Velame : Vela latina
- Comprimento : 35 m
- Largura : 8,50 m
- Altura do mastros : 18 m
- Altura da antena : 29 m
- Carga útil : 110 toneladas
- Superfície total das velas : 275 m2
- Construção : madeira [1]